# Horn Hill
Horn Hill es un pueblo ubicado en el condado de Covington en el estado estadounidense de Alabama. En el censo de 2000, su población era de 235.

## Demografía
En el 2000 la renta per cápita promedia del hogar era de $ 25.313$, y el ingreso promedio para una familia era de 36.667$. El ingreso per cápita para la localidad era de 12.898$. Los hombres tenían un ingreso per cápita de 26.964$ contra 17.031$. para las mujeres.

## Geografía
Horn Hill está situado en 31°14′26″N 86°19′09″O / 31.24056, -86.31917 (33.468306, -86.808146).
Según la Oficina del Censo de los EE. UU., la ciudad tiene un área total de 2.70 millas cuadradas (6.98 km²).